# Serica opposita
Serica opposita är en skalbaggsart som beskrevs av Dawson 1921. Serica opposita ingår i släktet Serica och familjen Melolonthidae. Inga underarter finns listade i Catalogue of Life.